# Trihomonijaza
Vaginalna trihomonijaza je vrlo česta bolest uzrokovana infekcijom protozoinim parazitom vaginalnim trihomonasom (lat. Trichomonas vaginalis). Uobičajena je kod žena, ali se u retkim slučajevima može javiti i kod muškarca, jer je polno prenosiva bolest. Parazit se najčešće širi tokom vaginalnog, oralnog ili analnog seksa. Lako se leči antibioticima, ali mnoge žene nemaju simptome. Ako se ne leči, trihomonijaza može povećati rizik od HIV-a.
Oralni metronidazol (Flagyl) je lek izbora za trihomonijazu. U slučajevima kada je sredstvo prvog reda neefikasno, mogu se koristiti drugi nitroimidazoli ili visoke doze metronidazola. Lokalni metronidazol i drugi antimikrobni lekovi nisu efikasni i ne treba ih koristiti za lečenje trihomonijaze.

## Alternativni nazivi
Vaginalna trihomonijaza — Seksualno prenosive infekcije - trihomonasni vaginitis — Trihomonasni cervicitis

## Epidemiologija
Vaginalna trihomonijaza je najčešća izlečiva polno prenosiva bolest. U Sjedinjenim Državama, procjenjuje se da 3,7 miliona stanovnika ima infekciju. Međutim, samo oko 30% njih razvija simptome trihomonijaze.
Polne razlike
Infekcija je češća kod žena nego kod muškaraca.
Rasne razlike
Trihomonijaza pogađa više afro-američke žena od belih i španskih žena. Rizik za afrko-američke žene se povećava sa starošću i brojem seksualnih partnera tokom života.
Starosne razlike
Starije žene češće se od mlađih žene zaraze trihomonijazom.
Trihomonijaza se ne može preneti među ljudima tokom:
- oralnog i analnog seksa;
- ljubljenja ili grljenja;
- upotrebe zajedničkih čaša, tanjira ili drugog pribora za jelo;
- upotrebe zajedničke WC šolje.

## Etiologija
Ljudi su jedini poznati domaćin vaginalnog trihomonasa. Prenos se odvija pretežno putem seksualnog odnosa. Organizam je najčešće izolovan iz vaginalnog sekreta kod žena i uretralnog sekreta kod muškaraca. Nije izolovan sa oralnih lokacija, a njegova izolacija iz rektuma je niska kod muškaraca koji imaju seksualne odnose sa muškarcima.
Parazit prelazi sa zaražene osobe na neinficiranu osobu tokom seksualnog odnosa. Kod žena, najčešće inficirani deo tela je donji genitalni trakt (vulva, vagina, cerviks ili uretra), a kod muškaraca, najčešće zaraženi deo tela je mokraćovod (uretra).
Tokom seksualnog odnosa, parazit se obično širi od penisa do vagine, ili iz vagine u penis. Može se proširiti i iz vagine u drugu vaginu tokom homoseksualnih odnosa. Nije uobičajeno da se parazitom zaraze drugi delovi tela, kao što su ruke, usta ili anus.
Nejasno je zašto neki ljudi sa infekcijom imaju simptome, dok drugi ne. To verovatno zavisi od faktora kao što su starost osobe i opšte zdravlje. Zaražene osobe bez simptoma mogu i dalje prenositi infekciju na druge.

### Faktori rizika
Rizik od zaražavanja trihomonasom zasnovan je na vrsti seksualne aktivnosti. Žene koje se bave seksualnim aktivnostima visokog rizika imaju veći rizik od infekcije. Najčešći faktori rizika za infekciju vaginalnim trihomonasom uključuju:
- Nove partnere ili veći broj partnera
- Postojanje trihomonijaze u anamnezi
- Seksualni kontakt sa zaraženim partnerom
- Seks za novac ili drogu
- Upotreba lekova i injekcija
- Neprimenjivanje zaštite kondomima i dijafragmama (npr zbog primene oralnih kontraceptiva)

U studiji koja je razmatrala faktore rizika za prevalentnu trihomonijazu, upotreba droge u prethodnih 30 dana bila je najviše povezana sa hroničnom infekcijom i sa incidentom (novom infekcijom uočenom tokom studije).Najznačajniji faktor rizika je bio seksualna aktivnost u prethodnih 30 dana (sa 1 ili više partnera). Žene sa jednim u odnosu na žne sa više seksualnih partnera u prethodnih 30 dana bile su 4 puta sklonije infekciji trihomonasaom 

### Patologija
Trichomonas vaginalis je otprilike veličine belih krvnih zrnaca (WBC) - oko 10-20 μm dugačak i 2-14 μm širok - iako njegova veličina može varirati u zavisnosti od fizičkih uslova. Ima 4 flagele koje štrče iz prednjeg dela ćelije i 1 flagellum koji se proteže unazad do sredine organizma, formirajući valovitu membranu. Aksostil, kruta struktura, proteže se od posteriornog dela mikroorganizma.
Kod žena, Trichomonas vaginalis je izolovan iz vagine, grlića materice, uretre, mokraćne bešike i Bartholinijevih i Skene žlijezda. Kod muškaraca organizam se nalazi u prednjoj uretri, spoljašnjim genitalijama, prostati, epididimisu i spermi. On se nalazi i u lumenu i na površinama sluzokože urogenitalnog trakta. Flagelice omogućavaju trofozoitu da se kreće oko vaginalnog i uretralnog tkiva. Tokom infekcije Trichomonas vaginalisom, na mikroskopiji u vlažnoj sredini mogu se primetiti trzavi pokretljivi trihomonadi.
Trichomonas vaginalis uništava epitelne ćelije direktnim kontaktom sa njima i oslobađanjem citotoksičnih supstanci. Veže se i za plazma proteine domaćine, čime se sprečava njihovo prepoznavanje alternativnim putem preko komplementa i proteinaza domaćina.
Tokom infekcije, vaginalni pH se povećava, kao i broj polimorfonuklearnih leukocita (PMN — vrste belih krvnih zrnaca, sa dominantnim mehanizmom odbrane domaćina). Ove ćelije reaguju na hemotaktičke supstance koje oslobađaju trihomonade.
Imunologija
Takođe postoje dokazi da dolazi do lučenja limfocita, kao što je pokazano prisustvom mononuklearnih ćelija perifernoj krvi, specifičnih za antigen. Odgovor antitela je detektovan i lokalno i u serumu. Međutim, infekcija proizvodi imunitet koji je u najboljem slučaju samo djelomično zaštitan.
Uprkos interakciji koju imuni sistem ima sa T vaginalisom, malo je dokaza da zdrav imunološki sistem sprečava infekciju. Jedna studija je pokazala povezanost trihomonijaze i primene inhibitora proteaze ili imunološkog statusa kod žena inficiranih HIV-om, a druga studija da seropozitivnost HIV-a nije promienila stopu infekcije kod muškaraca.
Inkubacioni period i trajanje infekcije
Simptomi trihomonijaze obično se javljaju nakon perioda inkubacije od 4-28 dana.
Infekcija može trajati duže vreme kod žena, ali u načelu traje manje od 10 dana kod muškaraca. Anegdotski dokazi sugerišu da asimptomatska infekcija može trajati mesecima ili čak godinama kod žena.

## Klinička slika
Oko 70% zaraženih osoba nema nikakvih znakova ili simptoma bolesti. Kada trihomonijaza izaziva simptome, oni se mogu kretati od blage iritacije do teških upala. Iako se prvi simptomi bolesti mogu javiti u roku od 5 do 28 dana nakon infekcije, kod nekih se oni razvijaju mnogo kasnije. Simptomi mogu doći i otići.
Muškarci
U kliničkoj slici muškarca sa trihomonijazom mogu dominirati sledeći simptomi:
- Svrab ili iritacija unutar penisa;
- Osećaj žarenja nakon uriniranja ili ejakulacije;
- Pojava sekrecije iz penisa.
- Tegobe za vreme seksualnog odnosa

Žene
U kliničkoj slici žena sa trihomonijazom mogu se javiti sledeći simptomi:
- Svrab, peckanje, crvenilo ili bol u genitalijama;
- Nelagodnost tokom mokrenja;
- Promene u vaginalnom iscedku (koji može biti smanjen ili izražen iscedak), bistre, beličaste, žućkasta ili zelenkaste boje sa neobičnim mirisom na ribu.
- Nelagodnosti za vreme seksa.

## Dijagnoza
Dijagnoza se postavlja na osnovu anamneze kliničkog pregleda i laboratorijskog testa za dijagnostikovanje trihomonijaze.

## Terapija
Lečenje treba započeti odmah i, kad god je to moguće, istovremeno sa svim seksualnim partnerima,  jer je to jedini siguran i efikasan način lečenja pacijenata sa dijagnozom trihomonijaze. Za vreme terapije i pacijent i njegovi (njeni) partneri treba da apstiniraju od seksualnih odnosa do završetka farmakološkog tretmana i gubitka svih simptoma.
Oralni metronidazol je terapija izbora i može se primenjivati kao pojedinačna doza od 2 g ili kao produžena terapija sa 500 mg dva puta dnevno tokom 7 dana.
Tinidazol (jednostruka doza od 2 g) je alternativa metronidazolu koju je FDA odobrila i za koju se pokazalo da je jednako efikasna u kliničkim ispitivanjima. Lokalni tretmani se ne preporučuju zbog neadekvatnih terapijskih nivoa.
Rezistencija na lekove je retka, uprkos preovladavajućem korišćenju nitroimidazolnih lekova u lečenju trihomonijaze. Neuspjeh liječenja može zahtijevati više dozu metronidazola ili upotrebu drugačijeg nitroimidazola (npr. Tinidazola).
Pacijentima koji se podvrgavaju farmakoterapiji treba savetovati da izbegavaju konzumiranje alkohola tokom lečenja i odgovarajući period nakon završetka lečenja.
Budući da je trihomonijaza infekcija na više lokacija (npr vaginalni epitel, vaginalne žlezde, Bartholinijeve žlezde i uretra), potreban je sistemski tretman.
Zbog visoke stope koinfekcije sa drugim polno prenosivim infekcijama, zdravstveni radnik treba da razmotri i eventualnu terapiju gonoreje i hlamidije . 
Bolnička terapija obično nije potrebna, ali može biti indikovana kada je prisutna rezistencija i/iči je indikovana intravenska (IV) terapija. Za pacijente kod kojih lečenje ne uspe i kod kojih se ponovo javlja infekcija, potrebne su multidisciplinarne konsultacije sa specijalistom za infektivne bolesti, ginekologom itd.
Trudnoća
Neuspeh u lečenju trihomonijaze tokom trudnoće može dovesti do prevremenog porođaja, niske porođajne težine i drugih neželjenih ishoda po fetusa. Prema tome, trudnice treba da traže hitan tretman tokom trudnoće. Rutinski skrining za trihomonijazu kod asimptomatskih trudnica trenutno se ne preporučuje.
Preporuka je da se zaražene trudnice obavezno leče, jer se metronidazol nije definitivno pokazao kao štetan za vrieme trudnoće a može sprečiti prenošenje zaraze na novorođenče. Zaražene asimptomatske trudnice može eventualno odložiti lečenje naperiod od 37. nedelja nakon trudnoće. Trudnice treba lečiti sa 2.0 g metronidazola u jednoj dozi. Sigurnost tinidazola u trudnoći nije poznata.

## Prevencija
Najefikasniji način zaštitite od trihomonasne infekcije je bezbedan i siguran seks, odnosno:
- primena mehaničke zaštite, kondoma ili dijafragme,
- obavezno pranje seksualnih igračaka,,
- izbegavanje seksualne odnose sa nepoznatim osobama sumnjivog morala i lične higijene.

## Literatura
- Centers for Disease Control and Prevention. Sexually Transmitted Diseases Treatment Guidelines, 2015. MMWR, 64(RR-3) (2015).
- Sutton M, Sternberg M, Koumans EH, McQuillan G, Berman S, Markowitz L (новембар 2007). „The prevalence of Trichomonas vaginalis infection among reproductive-age women in the United States, 2001-2004”. External Clinical Infectious Diseases. 45 (10): 1319—26..
- Centers for Disease Control and Prevention. Sexually Transmitted Disease Surveillance, 2015. Atlanta, GA: Department of Health and Human Services; October 2016.
- Peterman TA, Tian LH, Metcalf CA, Satterwhite CL, Malotte CK, DeAugustine N, Paul SM, Cross H, Rietmeijer CA, Douglas JM Jr; RESPECT-2 Study Group. „High incidence of new sexually transmitted infections in the year following a sexually transmitted infection: a case for rescreening”. Annals of Internal Medicine. 145 (8): 564—72. октобар 2006..
- Hobbs M, Seña EC, Swygard H, Schwebke J. Trichomonas vaginalis and Trichomoniasis. In: KK Holmes, PF Sparling, WE Stamm, P Piot, JN Wasserheit, L Corey, MS Cohen, DH Watts (editors). Sexually Transmitted Diseases, 4th edition. New York: McGraw-Hill, 2008, 771-793.

## Spoljašnje veze
- Trichomoniasis at Centers for Disease Control and Prevention (језик: енглески)
- Vaginitis/Vaginal infection fact sheet from the National Institute of Allergies and Infections. The first version of this article was taken from this public domain resource. (језик: енглески)
- „Health Trichomoniasis”. Архивирано из оригинала 22. 05. 2008. г. (језик: енглески)
- Trichomonas columbae video (језик: енглески)

|  | Molimo Vas, obratite pažnju na važno upozorenje u vezi sa temama iz oblasti medicine (zdravlja). |